# Javon Bess
Javon Bess (Columbus, 1º aprile 1996) è un cestista statunitense.